# Assedio di Palmira
L'assedio di Palmira fu l'ultimo e definitivo atto delle campagne orientali di Aureliano del 272, che portò alla definitiva sconfitta del regno di Palmira di Zenobia e la ri-annessione all'Impero "centrale" della parte orientale. L'anno successivo la città fu distrutta, a causa di una seconda ribellione.

## Contesto storico
Il Regno di Palmira si era reso autonomo nel 260, in occasione della cattura dell'imperatore Valeriano nella battaglia di Edessa, e si era allontanato sempre più dall'impero sotto Settimio Odenato prima e sotto sua moglie Zenobia poi. Dopo un iniziale riconoscimento reciproco di Aureliano e Vaballato (il figlio di Odenato, regnante sotto la tutela della madre Zenobia), l'imperatore aveva rotto gli indugi e iniziato una campagna di riconquista. Proponendosi come riconquistatore e restauratore, piuttosto che come conquistatore e punitore delle terre precedentemente romane, Aureliano aveva affrontato e sconfitto tre volte Zenobia (dall'Asia Minore, alla battaglia di Immae a quella di Emesa), costringendo Zenobia a rifugiarsi a Palmira, dove avrebbe organizzato, assieme al fidato Zabdas, l'ultima resistenza.

## Forze in campo
La forza d'invasione che componeva l'armata di Aureliano era composta da legioni (e/o loro vexillationes) provenienti dalla Mesia, Pannonia, Norico e Rezia; truppe scelte della guardia pretoriana; unità di cavalleria "scelta" dalmata (i cosiddetti equites Dalmatae) e maura (equites Mauri); numerosi contingenti ausiliari provenienti da Tyana, Mesopotamia, Fenicia e Palestina romana (questi ultimi dotati di mazze e bastoni).
Non conosciamo l'entità dell'esercito palmireno, sebbene quello scontratosi con le forze romane ad Emesa contasse ben 70 000 armati, molti dei quali costituivano la cosiddetta cavalleria pesante dei clibanarii.

## Assedio

### Primo assedio (272)
(Zosimo, Storia nuova, I, 54.2-3.)
I Palmireni si difendevano sperando che i rifornimenti del nemico non fossero sufficienti a permettergli di continuare l'assedio. Vedendo però che i Romani resistevano, mentre gli assediati erano oppressi dalla fame, decisero di inviare messi verso l'Eufrate per chiedere aiuto ai Sasanidi di Sapore I, che già aveva saputo sconfiggere i romani e anzi, durante la battaglia di Edessa aveva catturato lo stesso imperatore Valeriano.
Il consiglio cittadino decise così di inviare la stessa regina, Zenobia, che già aveva avuto contatti diplomatici con Sapore, in cerca del potente alleato persiano, per combattere insieme i Romani.
(Zosimo, Storia nuova, I, 55.2-3.)
Intanto i Palmireni erano incerti se continuare la lotta affrontando qualunque pericolo, oppure se arrendersi, chiedendo perdono all'imperatore romano. Alla fine prevalse la seconda soluzione, tanto più che Aureliano si dimostrò favorevole ad accettare le loro suppliche.
(Zosimo, Storia nuova, I, 56.1-2.)
Ritornato ad Emesa, fece giudicare Zenobia ed i suoi complici. La regina riuscì a coinvolgere i suoi dignitari, scaricando su di loro tutte le colpe del suo gesto, di aperta ribellione a Roma, in particolare su di un certo Cassio Longino, retore e filosofo neoplatonico, il quale fu giudicato e messo a morte.
Lo stesso accadde anche per il fedele generale Zabdas, che fu giustiziato.

### Secondo assedio (273)
E mentre Aureliano ritornava in Occidente, portandosi dietro Zenobia ed il figlio Vaballato, ricevette la notizia che gli abitanti di Palmira, sotto la guida di un tal Apseo, si erano rivoltati, avevano ucciso il governatore locale, ingraziandosi il praefectus Mesopotamiae e rector Orientis della Mesopotamia (un certo Marcellino), affinché assumesse egli stesso la porpora imperiale, in contrapposizione ad Aureliano. E poiché Marcellino esitava, decisero di proclamare imperatore un parente di Zenobia, un certo Achileo (o Antioco). Senza indugio Aureliano tornò indietro per sedare la ribellione. Una volta riportato l'ordine senza combattere, fu duro con la città di Palmira: non solo ordinò l'esecuzione dei ribelli armati ma anche di donne, vecchi, fanciulli e agricoltori. La città fu poi distrutta, mentre Achilleo/Antioco fu lasciato libero, non ritenendo degno neppure di punirlo, tanta era la sua irrilevanza. Agli abitanti superstiti permise comunque di ricostruire e abitare la città.

## Conseguenze
Dopo questa campagna, Palmira declinò divenendo da sede di commerci a un'oscura città di pochi abitanti. Nel frattempo Fermo, amico di Odenato e Zenobia e di professione mercante, organizzò una rivolta in Egitto. Occupata Alessandria, si proclamò Augusto e fece battere moneta, pubblicò editti e organizzò un esercito. Tuttavia fu in breve tempo sconfitto da Aureliano e messo a morte. Sedate tutte queste rivolte e pacificato l'Oriente, Aureliano poté ritornare trionfante a Roma e concentrarsi in Occidente, con la riconquista dell'Impero delle Gallie.